# درمران سفلی
 درمران سفلی، روستایی است از توابع بخش گهواره و در شهرستان دالاهو استان کرمانشاه ایران.

## جمعیت
این روستا در دهستان قلخانی قرار داشته و بر اساس سرشماری سال ۱۳۸۵ جمعیت آن (۳۳خانوار) ۱۶۱نفر بوده است. متاسفانه تمام روستاهای همجوار از نعمت جاده آسفالت برخوردار هستند و علی‌رغم وعده‌های مسئولین اعم از نماینده‌های مجلس و بخشداری و فرمانداری هنوز به وعده‌های خود جامه عمل نپوشانده‌اند و متاسفانه بخاطر شاید نزدیک به حدود ۵کیلومتر آسفالت کلی دغدغه و مشکلات روبرو هستند. امیدوارم مسئولین به وعده‌های خود عمل نمایند.